# Вељки Сливњик
Вељки Сливњик (слч. Veľký Slivník) насељено је мјесто са административним статусом сеоске општине (слч. obec) у округу Прешов, у Прешовском крају, Словачка Република.

## Становништво
| Година:    | 1994. | 2004.    | 2014.   | 2024.   |
| ---------- | ----- | -------- | ------- | ------- |
| Број људи: | 284   | 316      | 341     | 324     |
| Разлика:   |       | +11,26 % | +7,91 % | -4,98 % |

| Година:    | 2023. | 2024.   |
| ---------- | ----- | ------- |
| Број људи: | 323   | 324     |
| Разлика:   |       | +0,30 % |

Према подацима о броју становника из 2024. године насеље је имало 324 становника.